# U.S. Highway 287
Der U.S. Highway 287 ist eine Süd-Nord-Verbindung in der Vereinigten Staaten. Mit 2882 Kilometern handelt es sich um einen der längsten Highways mit dreistelliger Nummerierung. Auf den Teilstücken zwischen Fort Worth und Amarillo sowie zwischen Fort Collins und Laramie stellt der Highway 287 die Hauptstrecke für den LKW-Verkehr dar. Der Yellowstone National Park unterbricht den Highway im Grenzgebiet zwischen Wyoming und Montana. Es gibt aber kleinere Nationalparkstraßen, die Verbindungen zwischen beiden Abschnitten darstellen.
Der Highway 287 beginnt in Port Arthur im südlichen Texas, gemeinsam mit den Highways 69 und 96. Er berührt zweimal die „Hauptroute“, den U.S. Highway 87: Zum einen verläuft er zwischen Amarillo und Dumas auf derselben Strecke, zum anderen kreuzt er die 87 in Denver. Im Norden endet der Highway in Choteau in Montana, etwa 160 Kilometer südlich der kanadischen Grenze.

## Verlauf

### Texas

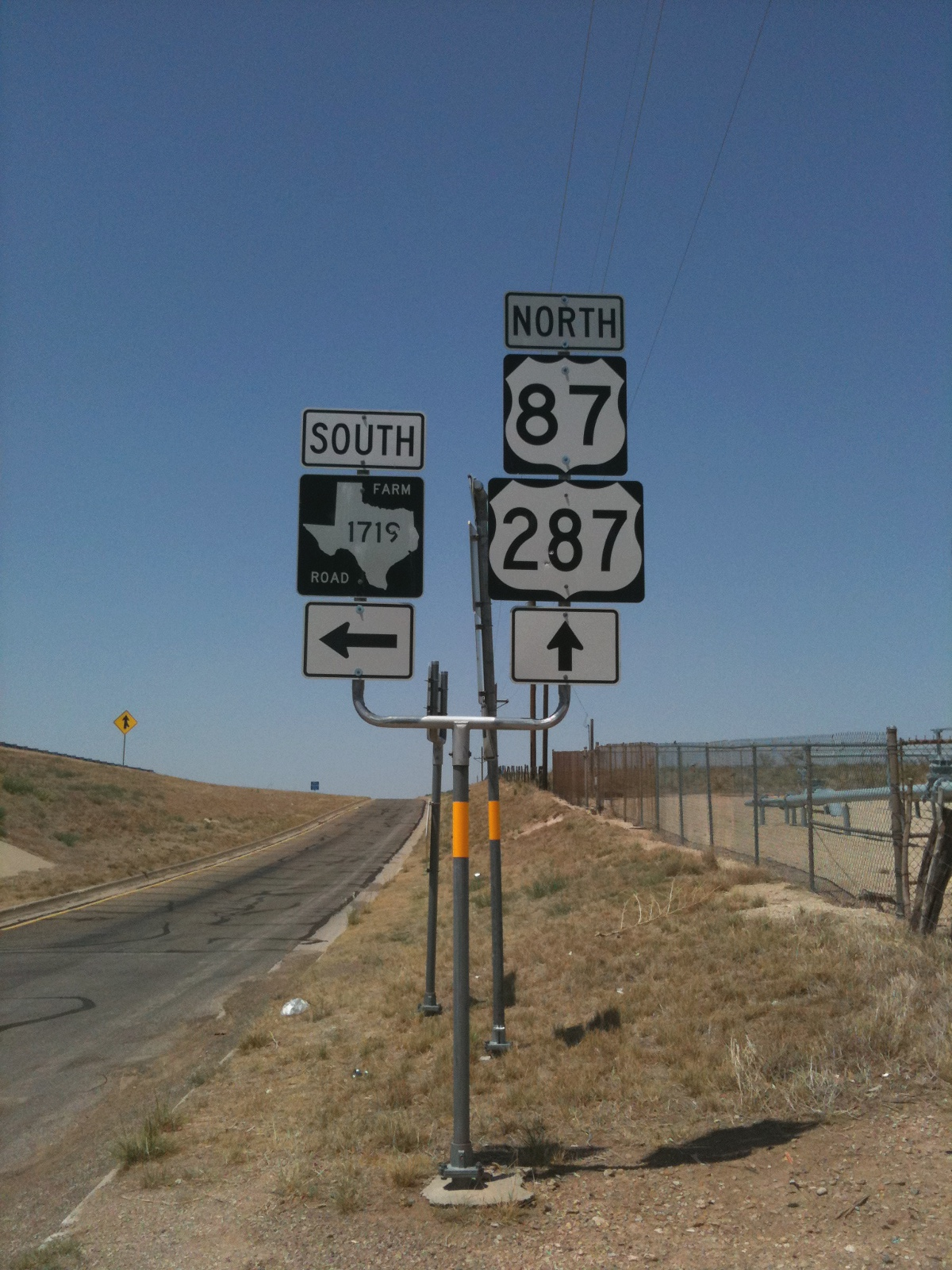
Routenschild nördlich von Amarillo, das den gemeinsamen Verlauf der Highways 87 und 287 anzeigt.

Der Highway 287, als Nebenroute zum U.S. Highway 87 beginnt in Port Arthur an der Grenze zu Louisiana. Gemeinsam mit den Highways 69 und 96 führt er nach Nordwesten. In Lumberton trennt sich der Highway 96 vom Straßenverlauf und führt nach Nordosten, während die Highways 287 und 69 bis Woodville gemeinsam geführt werden. Von Corsicana bis Ennis verläuft er gemeinsam mit der Interstate 45. Der 30 Kilometer lange Abschnitt zwischen Waxahachie und Midlothian wird im Gedenken an den „American Sniper“ Chris Kyle als Chris Kyle Memorial Highway bezeichnet. Anschließend erreicht er die Großstädte Arlington, Fort Worth und Wichita Falls. In Amarillo trifft er auf den Highway 87 und führt gemeinsam mit seiner Hauptroute knapp 80 Kilometer bis Dumas.

### Oklahoma
Der Highway 287 durchquert Oklahoma im Cimarron County am Ende des Pfannenstils. Im Stadtgebiet von Boise City wird der Highway von der östlichen Stadtgrenze bis zum Kreisverkehr in der Stadtmitte gemeinsam mit den Highways 56, 64 und 412 geführt. Er verlässt den Kreisverkehr in nördlicher Richtung gemeinsam mit dem aus anderer Richtung in den Kreisverkehr einfahrenden U.S. Highway 385. Nach nur 66 Kilometern verlässt der Highway 287 Oklahoma bereits wieder und erreicht Colorado.

### Colorado

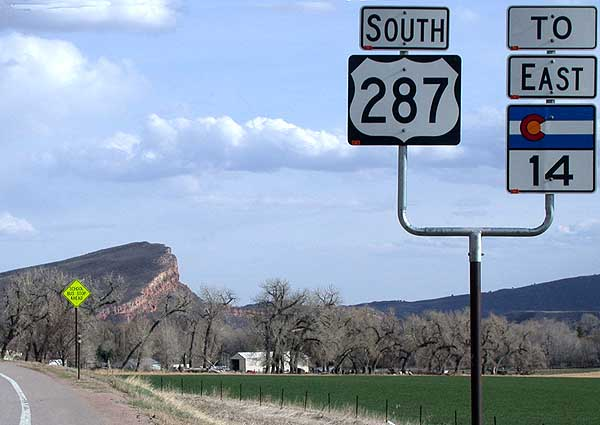
Blick nach Süden am Highway 287 im Larimer County, Colorado

Von Oklahoma aus kommend durchqueren die Highways 287 und 385 zunächst sehr ländliche Gegenden Colorados ohne größere Ortschaften. In Lamar endet die gemeinsame Streckenführung beider Highways: Während der Highway 287 nach Nordwesten Richtung Denver führt, verläuft der Highway 385 weiter nach Norden, um Nebraska zu erreichen. Nördlich von Lamar verläuft der Highway 287 für gut zehn Kilometer gemeinsam mit dem U.S. Highway 50. Nördlich von Kit Carson vereinigt sich der Highway mit dem U.S. Highway 40, mit dem er bis Limon gut einhundert Kilometer gemeinsam verläuft. Ab Limon verläuft er für etwa 130 Kilometer gemeinsam mit der Interstate 70 bis Denver. Von Aurora, 25 Kilometer südlich von Denver, bis Denver besteht auch eine erneute gemeinsame Streckenführung mit dem Highway 40. In Denver besteht auch eine Verbindung zur Hauptroute, dem U.S. Highway 87. Nördlich von Denver berührt der Highway die Großstädte Westminster und Fort Collins. Der nördlich an Fort Collins anschließende Streckenabschnitt bis Laramie in Wyoming gilt wegen seines hohen Anteils an LKW-Verkehr als gefährlich.

### Wyoming

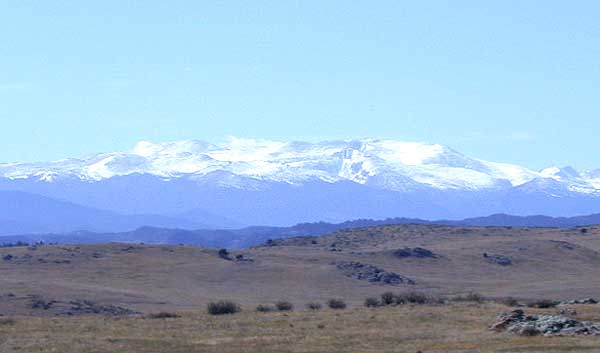
Blick vom Highway 287 auf die Medicine Bow Mountains.

Der Highway 287 erreicht Wyoming zwischen den Laramie Mountains im Osten und den Medicine Bow Mountains im Westen. In Laramie kreuzt der Highway mit der Interstate 80 den zweitlängsten Interstate Highway der USA. Von dort an verläuft er bis in die Nähe von Walcott gemeinsam mit dem U.S. Highway 30 und anschließend mit diesem und der Interstate 80 bis kurz vor Rawlins und quert im Gegensatz diesen die Stadt. Über Lander führt der Highway 287 nach Nordwesten in die in Wind River Range im Westen Wyomings und verläuft dann gemeinsam mit dem U.S. Highway 26 Richtung Westen, dabei überschreiten die beiden Highways am Togwotee Pass auf 2944 m Höhe die Kontinentale Wasserscheide. In Moran am Ostrand des Grand-Teton-Nationalparks treffen die beiden Highways auf die Highways 89 und 191, die dann mit den Highway 26 nach Süden verlaufen, während der Highway 287 ebenfalls gemeinsam mit den Highways 89 und 191 einen nördlichen Verlauf Richtung Yellowstone-Nationalpark nimmt. Dort werden die Highways zu Parkstraßen herabgestuft, auf denen Montana erreicht wird.

### Montana

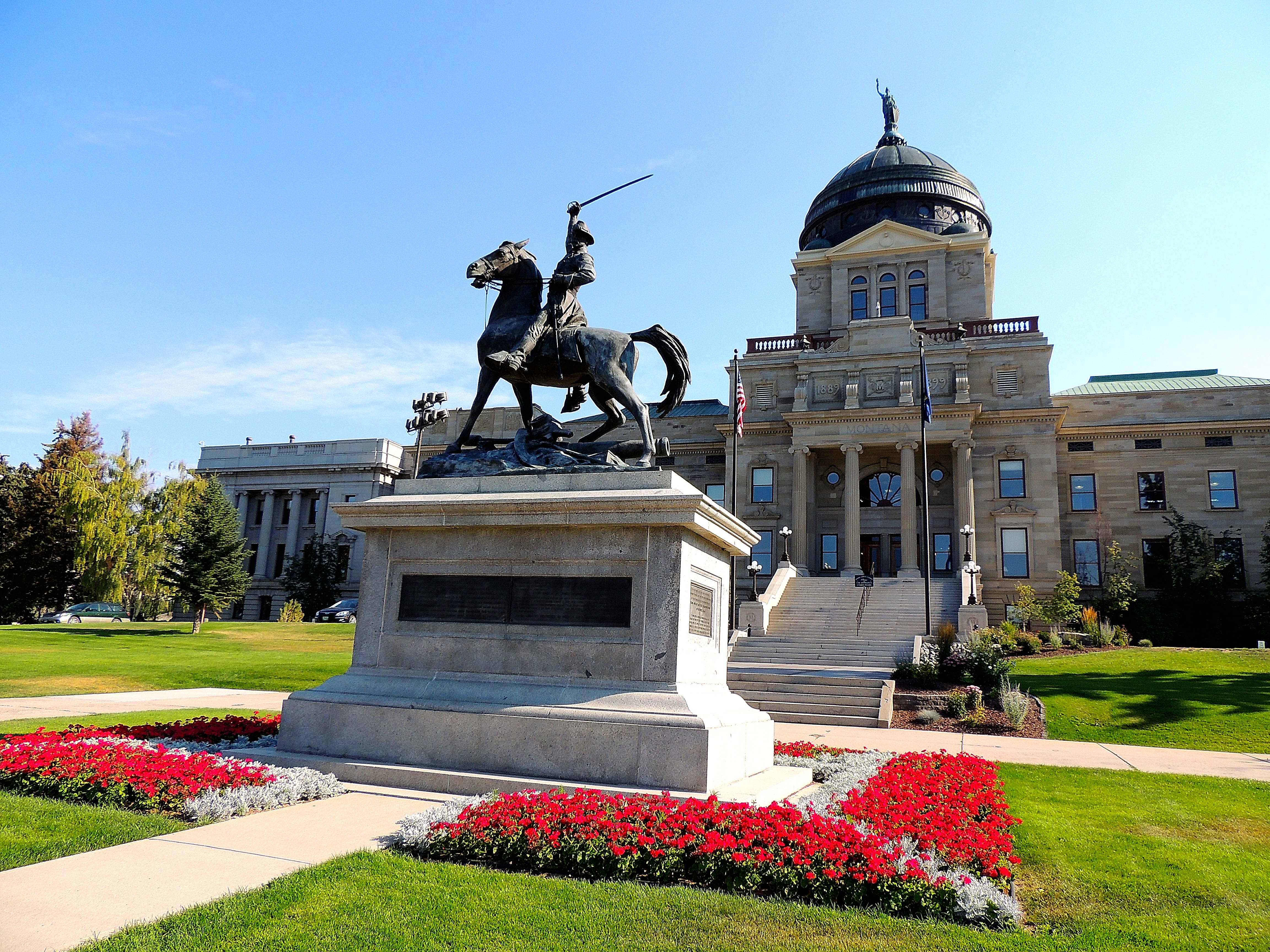
Montanas Staats-Kapitol in Helena.

In Montana wird die Straße am Westeingang des Yellowstone-Nationalparks wieder zum Highwaystatus aufgestuft. Gemeinsam mit dem Highway 191 führt der Highway 287 nach Norden weiter, während der U.S. Highway 20, die längste Straße der Vereinigten Staaten, dort in West-Ost-Richtung verläuft. Nördlich von West Yellowstone führt der Highway 287 alleine nach Norden, bis er ab Townsend gemeinsam mit dem U.S. Highway 12 weiter nach Norden geführt wird. In der Staatshauptstadt Helena trennen sich beide Highways wieder und der Highway 287 verläuft ab hier mit der Interstate 15 bis nördlich von Wolf Creek, wo sich Straßen wieder trennen und der Highway 287 nach Nordwesten bis zu seinem Endpunkt in Choteau führt.

## Geschichte

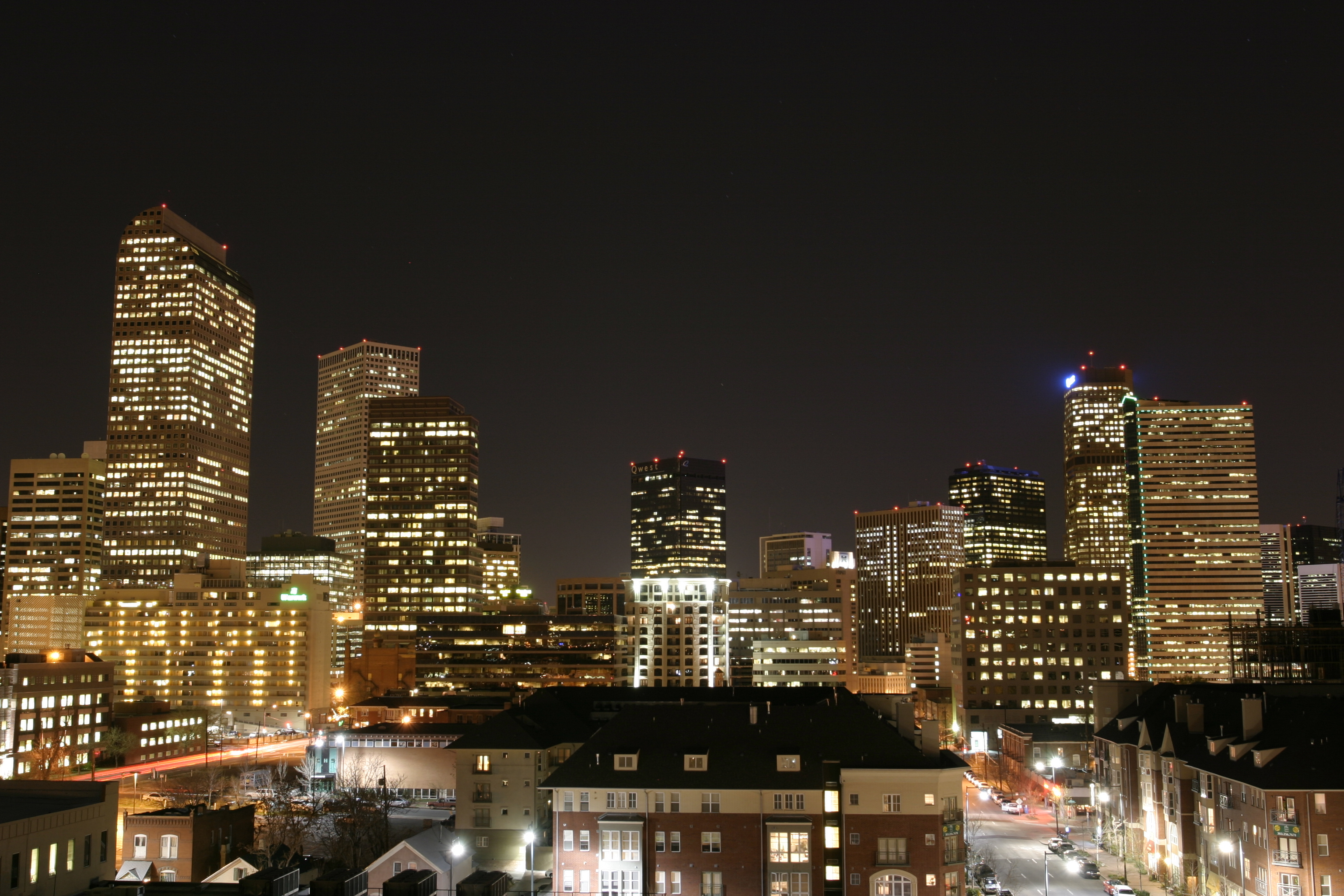
Colorados Hauptstadt Denver war der ursprüngliche Startpunkt des Highway 287.

Bei der erstmaligen Anlage des U.S. Highway 287 im Jahr 1935 führte dieser zunächst lediglich von Denver zum Südeingang des Yellowstone National Parks. 1940 erfolgte die Süderweiterung bis zur US-Golfküste in Port Arthur. Dabei wurde der frühere U.S. Highway 370 zwischen Amarillo und Bowie in die Streckenführung einbezogen. Im Norden wurde der Highway erst 1965 bis nach Choteau verlängert.
Die Canada to Guf Highway Association (später U.S. Highway 287 Association) bemühte sich von den 1910er bis zu den 1970er Jahren darum, den Highway als Touristenroute zu propagieren. Sie wurde von Geschäftsleuten und Organisationen aus Städten am Streckenverlauf getragen.
Das Verkehrsministerium von Wyoming begann 2009 mit dem Ausbau der Strecke auf dem Staatsterritorium.